# Martino Canessa
Martino Canessa (ur. 22 lipca 1938 w Genui) – włoski duchowny katolicki, biskup Tortony w latach 1996-2014.

## Życiorys
Święcenia kapłańskie otrzymał 29 czerwca 1962. 

## Episkopat
20 czerwca 1989 papież Jan Paweł II mianował go biskupem pomocniczym archidiecezji Genui, ze stolicą tytularną Tigisi in Mauretania. Sakry biskupiej udzielił mu 9 lipca 1989 ówczesny arcybiskup Genui - kard. Giovanni Canestri.
2 lutego 1996 został biskupem ordynariuszem diecezji Tortona.
15 października 2014 papież Franciszek przyjął jego rezygnację z pełnionego urzędu złożoną ze względu na wiek.